# Marche (stacja metra w Mediolanie)
Marche – stacja metra w Mediolanie, na linii M5. Znajduje się na viale Zara, w Mediolanie i zlokalizowana jest pomiędzy stacjami Istria i Zara. Została otwarta w 2013